# Lac Nevers (réservoir Gouin)
Pour les articles homonymes, voir Nevers et Lac Nevers.
Le lac Nevers est un vaste plan d'eau douce de la partie Centre-Est du réservoir Gouin, dans le territoire de la ville de La Tuque, en Haute-Mauricie, dans la région administrative de la Mauricie, dans la province de Québec, au Canada.
Ce lac s’étend dans les cantons de Brochu (partie Nord), de Nevers (partie Sud) et de Marmette (une petite baie de la partie Nord-Ouest). À la suite de l’aménagement complétée en 1948 du barrage Gouin, la forme actuelle du Lac Nevers a été façonnée par le rehaussement des eaux du réservoir Gouin. Le niveau de l’eau varie significativement, étant tributaire de la gestion des eaux du barrage Gouin.
Les activités récréotouristiques constituent la principale activité économique du secteur. La foresterie arrive en second.
Une branche routière se reliant vers le Sud à la route 400 dessert la partie Sud du lac Nevers et la partie Sud-Ouest du « Lac des Cinq Milles ». La route 400 relie le barrage Gouin au village de Parent (Québec), dessert aussi les vallées des rivières Jean-Pierre et Leblanc ; cette route dessert aussi la péninsule qui s’étire vers le Nord dans le réservoir Gouin sur 30,1 km. Quelques routes forestières secondaires sont en usage à proximité pour la foresterie et les activités récréotouristiques.
La surface du Lac Nevers est habituellement gelée de la mi-novembre à la fin avril, toutefois la circulation sécuritaire sur la glace se fait généralement du début décembre à la fin de mars.

## Géographie
Les bassins versants voisins du Lac Nevers sont :
- côté nord : lac Magnan (réservoir Gouin), lac Fou (réservoir Gouin), lac Marmette (réservoir Gouin), baie Marmette Sud, lac McSweeney ;
- côté est : lac Brochu (réservoir Gouin), baie Bouzanquet, rivière Atimokateiw, baie Kikendatch ;
- côté sud : lac Kaminictikwakamak, lac Chapman (réservoir Gouin), lac Garancières, rivière Bazin, lac Decelles, rivière de la Galette (réservoir Gouin) ;
- côté ouest : lac Lepage (rivière Wacekamiw), rivière Wacekamiw, rivière Nemio, lac Bureau (réservoir Gouin).

Le Lac Nevers est surtout alimentée par la décharge du lac Chapman (réservoir Gouin) (du côté Ouest), le lac McSweeney (via la Passe du Lac Fou), la décharge du Lac Magnan (réservoir Gouin) (côté Nord, près de la presqu’île de la Belle Plage) et la décharge du lac Kaackakwakamak (provenant d’une île du côté Nord-Est).
D’une longueur de 17,1 km, ce lac se caractérise par (sens horaire) :
1. l’île de la Croix (longueur : 7,0 km (sens Nord-Sud) ; largeur maximale : 1,7 km), située au centre du lac, chevauchant les cantons de Brochu et de Nevers ;
2. une presqu’île s’étirant sur 7,7 km vers le Nord, démarquant une baie du Sud-Ouest du lac Brochu (réservoir Gouin) (côté Est du lac Nevers). Note : cette presqu’île est enlignée à une série de petites îles marquant le détroit entre le lac Nevers et le lac Brochu (réservoir Gouin) ;
3. une baie non identifiée s’étirant vers le Sud sur 5,3 km au Sud de l’île de la Croix ;
4. une presqu’île s’étirant sur 9,0 km vers le Nord, démarquant le lac Chapman (réservoir Gouin) (côté Ouest du lac Nevers). Note : cette presqu’île comporte une petite baie non identifiée pénétrant la presqu’île sur 0,8 km vers l’Ouest sur la rive Ouest du lac Nevers, ainsi qu’une passe dans un archipel où conflue la décharge du lac Chapman (réservoir Gouin) et de la baie Marmette Sud ;
5. une île d’une longueur de 21,6 km (sens Nord-Sud) et d’une largeur maximale de 3,1 km, démarquant la baie Marmette Sud, avec le lac Nevers (partie Sud de l’île) et avec le lac Magnan (réservoir Gouin) (partie Nord de l’île). Note : cette presqu’île comporte les lacs du Capitaine et Lilie, dont la décharge se déverse sur la rive Ouest du lac Nevers ; ainsi que la décharge du lac de l'Oasis ;
6. la presqu’île de la Belle Plage s'avançant vers l'Ouest qui départage la partie Sud-Ouest du lac Magnan (réservoir Gouin) avec le lac Nevers ; cette délimitation comporte aussi l’île Toman qui est au centre de la passe (identifiée "baie de Sable") reliant du côté Sud au lac Nevers (réservoir Gouin) ;
7. l'île de l'Oasis : d’une longueur de 20,9 km (sens Nord-Sud) et d’une largeur maximale de 3,1 km, démarquant le lac Brochu (réservoir Gouin), avec le lac Nevers (partie Sud de l’île) et avec le lac Magnan (réservoir Gouin) (partie Nord de l’île). Note : la passe Kanatawatciwok sépare cette dernière île et l’île de la Croix (au centre du lac Nevers).

La confluence entre le passage Nord-Est du lac Nevers et la rive Sud-Ouest du Lac Brochu (réservoir Gouin) est localisée à :
- 33,9 km au Sud-Est du centre du village de Obedjiwan lequel est situé sur une presqu’île de la rive Nord du réservoir Gouin ;
- 38,5 km à l’Ouest du barrage Gouin ;
- 86,6 km au Nord-Ouest du centre du village de Wemotaci (rive Nord de la rivière Saint-Maurice) ;
- 177 km au Nord-Ouest du centre-ville de La Tuque ;
- 281 km au Nord-Ouest de l’embouchure de la rivière Saint-Maurice (confluence avec le fleuve Saint-Laurent à Trois-Rivières)[1].

À partir de la décharge de la passe Kanatawatciwok (près de l’île aux Femmes) reliant le lac Nevers et le lac Brochu (réservoir Gouin), le courant coule sur 42,1 km jusqu’au barrage Gouin, selon les segments suivants :
- vers l’Est, en passant au Sud de l’île Kaminictikotanak et en contournant par le Nord une grande péninsule rattachée à la rive Sud du réservoir Gouin ;
- vers le Sud-Est dans le bras Sud-Est du lac Brochu (réservoir Gouin) ;
- vers l’Est dans la baie Kikendatch jusqu’au barrage Gouin.

À partir de ce barrage, le courant emprunte la rivière Saint-Maurice jusqu’à Trois-Rivières.

## Toponymie
Le terme « Nevers » constitue un patronyme de famille d’origine anglais.
Le toponyme "Lac Nevers" a été officialisé le 18 décembre 1986 par la Commission de toponymie du Québec.